# بيتر دوكينز (فيلسوف)
بيتر دوكينز (بالإنجليزية: Peter Dawkins)‏ هو فيلسوف وكاتب ومؤرخ بريطاني، ولد في 12 نوفمبر 1945 في إنجلترا في المملكة المتحدة.